# Латюк, Мария Андреевна
Мария Андреевна Латюк (1 января 1924 — 10 сентября 1995) — советская доярка. Герой Социалистического Труда (28 февраля 1958). Депутат Верховного Совета СССР пятого созыва (1958—1962).

## Биография
Мария Андреевна Латюк родилась 1 января 1924 года в селе Цвикливцы (ныне два села — Цвикливцы Первые и Цвикливцы Вторые Каменец-Подольского района Хмельницкой области) в крестьянской семье. В 1932 году пошла в школу. В 1939 году окончила семилетнюю школу в родному селе и пошла работать в колхоз. Работала в полеводческой бригаде, а после освобождения села от немецких захватчиков — в виноградарской бригаде. С 1954 года работала дояркой, затем заведующей Цвикливецкой молочнотоварной фермой.
В 1957 году надоила от каждой коровы по 7040 литров молока. 28 февраля 1958 года Марие Андреевне Латюк за получение высоких надоев молока присвоено звание Героя Социалистического Труда. Награждена орденами Ленина, Красного Знамени, медалями.
Избиралась депутатом Верховного Совета СССР, делегатом XXII съезда КПСС.
Умерла 10 сентября 1995 года. Похоронена в селе Цвикливцы.